# Okrika
Okrika – miasto w Nigerii, w stanie Rivers.